# Geron bechuanus
Geron bechuanus är en tvåvingeart som beskrevs av Hesse 1936. Geron bechuanus ingår i släktet Geron och familjen svävflugor.
Artens utbredningsområde är Botswana. Inga underarter finns listade i Catalogue of Life.